# Синегуб, Олег Анатольевич
Олег Анатольевич Синегуб (укр. Олег Анатолійович Синьогуб; род. 19 апреля 1989, Драбов, Черкасская область) — украинский футболист, защитник клуба ЮКСА.

## Игровая карьера
Воспитанник футбольной школы УОР (Донецк). Первый тренер — М. М. Кубрушко.
Играл в командах низших дивизионов «Днепр» (Черкассы), «Арсенал» (Белая Церковь), «Еднисть» (Плиски), «Полтава» и «Полтава-2-Карловка». В составе «Полтавы» становился серебряным призёром второй лиги чемпионати Украины 2011/12 гг.
Зимой 2014 года перешёл в черкасский «Славутич». 7 мая 2014 года, в составе «Черкасского Днепра» играл в полуфинале Кубка Украины против донецкого «Шахтёра».
По окончании сезона 2020/21 покинул «Ингулец». 27 июля 2021 перешёл в «Минай». 11 августа 2021 года дебютировал за «Минай» в матче чемпионата Украины против киевского «Динамо» (0:2), выйдя в стартовом составе.